# رده‌بندی امتیازی در تور دو فرانس
رده‌بندی امتیازی در تور دو فرانس یک رقابت جانبی در تور دو فرانس است که در سال ۱۹۵۳ میلادی راه‌اندازی شد. نخستین کسانی که یک مرحله را به پایان می‌رسانند یا از خط‌های اسپرینت میانی می‌گذرند، امتیازاتی به دست می‌آورند و این امتیازها در رده‌بندی امتیازی ثبت می‌شوند. این رقابت را مسابقهٔ آخرخط‌روها به شمار می‌آورند. رهبر رده‌بندی با یک پیراهن سبز شناخته می‌شود که به نماد رده‌بندی امتیازی تبدیل شده‌است.
دو تور بزرگ دیگر نیز از این سیستم امتیازدهی الهام گرفته‌اند. تور ووئلتا از ۱۹۵۵ و جیرو دیتالیا از ۱۹۶۶ از رده‌بندی امتیازی بهره می‌برند.

## تاریخچه
پس از رسوایی در تور دو فرانس ۱۹۰۴، قانون تور ۱۹۰۵ تغییر کرد و برنده به جای سیستم زمانی با استفاده از سیستم امتیازی تعیین شد. رکابزنان امتیازی معادل رتبهٔ خود در مرحله، می‌گرفتند و رکابزن دارای کمترین امتیاز، برندهٔ مسابقه بود. در سال ۱۹۱۲ سیستم زمانی دوباره به کار گرفته‌شد.
در تور دو فرانس ۱۹۵۳ برای جشن پنجاهمین سالگرد افتتاح تو دو فرانس، سیستم امتیازی دوباره راه‌اندازی شد؛ ولی این‌بار به عنوان یک رده‌بندی اضافی معرفی شد. مانند پیراهن زرد که به رهبر رده‌بندی اصلی داده می‌شود، رهبر رده‌بندی امتیازی نیز یک پیراهن خاص به رنگ سبز به تن می‌کند. رنگ سبز به این دلیل انتخاب شد که اسپانسر آن، تولید کنندهٔ علف‌بر بود.
در سال‌های نخست، تنها برای کسانی که یک مرحله را با رتبه‌های خوبی به پایان نمی‌رساندند، امتیاز جریمه ثبت می‌شد و رکابزنی که کمترین امتیاز را داشت، پیراهن سبز را به دست می‌آورد. از ۱۹۵۹ به بعد، سیستم به گونه‌ای تغییر کرد که رکابزنان دارای رتبه‌های بالا امتیازهایی را کسب می‌کردند (بیشترین امتیاز برای برنده و کاهش امتیاز با افزایش رتبه). بنابراین رکابزن دارای بیشترین امتیاز، پیراهن سبز را به تن می‌کرد.
از رده‌بندی امتیازی به عنوان مسابقهٔ آخرخط‌روها نام می‌برند، زیرا بیشترین امتیازها در مرحله‌های مسطح داده می‌شود. در این مرحله‌ها معمولاً رکابزنان در یک گروه بزرگ می‌مانند و بهترین آخرخط‌روها در انتهای مرحله برای پیروزی رقابت می‌کنند. البته یک رکابزن باید سطح قابل قبولی از همهٔ قابلیت‌ها را داشته‌باشد، زیرا باید در مراحل کوهستانی در محدودهٔ زمانی مجاز از خط پایان بگذرد تا در مسابقه باقی بماند.

## سیستم امتیازی

### وضعیت فعلی
| نوع مسیر / رتبه در مرحله | نوع مسیر / رتبه در مرحله             | ۱  | ۲  | ۳  | ۴  | ۵  | ۶  | ۷  | ۸  | ۹ | ۱۰ | ۱۱ | ۱۲ | ۱۳ | ۱۴ | ۱۵ |
| ------------------------ | ------------------------------------ | -- | -- | -- | -- | -- | -- | -- | -- | - | -- | -- | -- | -- | -- | -- |
|                          | خط پایان مرحلهٔ مسطح                  | ۵۰ | ۳۰ | ۲۰ | ۱۸ | ۱۶ | ۱۴ | ۱۲ | ۱۰ | ۸ | ۷  | ۶  | ۵  | ۴  | ۳  | ۲  |
|                          | خط پایان مرحلهٔ تپه‌ای یا نیمه‌کوهستانی | ۳۰ | ۲۵ | ۲۲ | ۱۹ | ۱۷ | ۱۵ | ۱۳ | ۱۱ | ۹ | ۷  | ۶  | ۵  | ۴  | ۳  | ۲  |
|                          | خط پایان مرحلهٔ کوهستانی              | ۲۰ | ۱۷ | ۱۵ | ۱۳ | ۱۱ | ۱۰ | ۹  | ۸  | ۷ | ۶  | ۵  | ۴  | ۳  | ۲  | ۱  |
|                          | تایم تریل انفرادی                    | ۲۰ | ۱۷ | ۱۵ | ۱۳ | ۱۱ | ۱۰ | ۹  | ۸  | ۷ | ۶  | ۵  | ۴  | ۳  | ۲  | ۱  |
|                          | اسپرینت میانی                        | ۲۰ | ۱۷ | ۱۵ | ۱۳ | ۱۱ | ۱۰ | ۹  | ۸  | ۷ | ۶  | ۵  | ۴  | ۳  | ۲  | ۱  |